# Hui So Hung
Hui So Hung (* 2. Dezember 1958) ist eine Tischtennisspielerin aus Hongkong, die international im Zeitraum 1978 bis 1989 auftrat. Sie nahm dreimal an Commonwealth-Meisterschaften, sechsmal an Weltmeisterschaften sowie an den Olympischen Spielen 1988 teil. 

## Werdegang
Die größten Erfolge erzielte Hui So Hung bei Commonwealth-Meisterschaften, wo sie vier Gold- und fünf Silbermedaillen holte. 1979 gewann sie im Einzel und mit der Mannschaft, im Doppel mit Chang Siu Ying wurde sie Zweiter. 1983 siegte sie im Mixed und mit der Mannschaft, im Einzel und im Doppel mit Yue Kam Kai stand sie im Endspiel. Auch 1985 gewann sie Silber im Einzel und Doppel mit Yue Kam Kai.
Bei den sechs Weltmeisterschaften zwischen 1979 und 1989 holte sie 1989 Bronze mit der Mannschaft, ansonsten kam sie nie in die Nähe von Medaillenrängen.
Hui So Hung trat im Einzel- und Doppelwettbewerb der Olympischen Spiele 1988 in Seoul an. Im Einzel landete sie nach zwei Siegen und drei Niederlagen auf Platz 25. Das Doppel mit Mok Ka Sha gewann ein Spiel und verlor sechs, woraus Platz 11 folgte.
Hui So Hung schloss sich 1983 dem deutschen Bundesligaverein Kieler TTK Grün-Weiß an. In der Weltrangliste wurde sie 1983 und 1984 auf Platz 24 geführt.

## Spielergebnisse
- Olympische Spiele 1988 Einzel[3]
  - Siege: Jaklein Al-Duqom (Jordanien), Elizabeth Popper (Venezuela)
  - Niederlagen: Lin Li-Ju (Taiwan), Yang Yeong-Ja (Südkorea), Renata Kasalová (Tschechoslowakei)
- Olympische Spiele 1988 Doppel mit Mok Ka Sha[4]
  - Siege: Kuburat Owolabi/Iyabo Akanmu (Nigeria)
  - Niederlagen: Gordana Perkučin/Jasna Fazlić (Jugoslawien), Csilla Bátorfi/Edit Urbán (Ungarn), Chang Hsiu-Yu/Lin Li-Ju (Taiwan),  Kerri Tepper/Nadia Bisiach (Australien), Hyeon Jeong-Hwa/Yang Yeong-Ja (Südkorea), Flyura Bulatova/Olena Kovtun (Sowjetunion)

## Turnierergebnisse
| Land | Veranstaltung              | Jahr | Ort          | Einzel         | Doppel         | Mixed     | Team |
| ---- | -------------------------- | ---- | ------------ | -------------- | -------------- | --------- | ---- |
| HKG  | Asian Cup                  | 1983 | Wuxi         | 9              |                |           |      |
| HKG  | Asian Cup                  | 1985 | Singapore    | 6              |                |           |      |
| HKG  | Asian Cup                  | 1987 | Seoul        | 8              |                |           |      |
| HKG  | Asian Cup                  | 1988 | Manila       | 8              |                |           |      |
| HKG  | Asian Games                | 1978 | Bangkok      | QF             | Runn-up        | QF        |      |
| HKG  | Asian Games                | 1986 | Seoul        | QF             | QF             |           |      |
| HKG  | Asian Championship ATTU    | 1980 | Calcutta     | SF             |                |           |      |
| HKG  | Asian Championship ATTU    | 1986 | Shenzhen     | Rd of 16       | QF             |           |      |
| HKG  | Asian Championship ATTU    | 1988 | Niigata      |                | QF             |           |      |
| HKG  | Commonwealth CHAMPIONSHIPS | 1979 | Edinburgh    | Winner         | Runn-up        |           | 1    |
| HKG  | Commonwealth CHAMPIONSHIPS | 1983 | Kuala Lumpur | Runn-up        | Runn-up        | Winner    | 1    |
| HKG  | Commonwealth CHAMPIONSHIPS | 1985 | Douglas      | Runn-up        | Runn-up        |           |      |
| HKG  | Olympic Games              | 1988 | Seoul        | Lost 1st stage | Lost 1st stage |           |      |
| HKG  | World Championship         | 1979 | Pyongyang    | Qual           | Rd of 32       | Rd of 64  | 11   |
| HKG  | World Championship         | 1981 | Novi Sad     | Rd of 64       | Rd of 64       | Rd of 64  | 15   |
| HKG  | World Championship         | 1983 | Tokyo        | Rd of 16       | Rd of 64       | Rd of 64  | 17   |
| HKG  | World Championship         | 1985 | Gothenburg   | Rd of 32       | Rd of 32       | Rd of 64  | 13   |
| HKG  | World Championship         | 1987 | New Delhi    | Rd of 32       | Rd of 32       | Rd of 128 | 13   |
| HKG  | World Championship         | 1989 | Dortmund     | Rd of 128      | Rd of 64       | Qual      | 3    |